# Col Saint-Martin
Le col Saint-Martin, ou col de la Colmiane, est un col des Alpes du Sud situé à 1 500 mètres d'altitude, dans le département des Alpes-Maritimes, en France. Il assure toute l'année la liaison routière entre la Vallée de la Tinée à l'ouest et la vallée de la Vésubie à l'est.

## Histoire
Le col Saint-Martin est le point culminant de la route qui relie les villages de Saint-Martin-Vésubie et de Valdeblore. Cette route, construite en 1929, permet l'établissement, précisément au niveau du col Saint-Martin, de la station de sports d'hiver de la Colmiane. Les premiers concours de ski sont organisés dès 1931 et, en 1932, le Grand Hôtel de la Colmiane ouvre ses portes. Des cours de skis sont dispensés pour les scolaires à partir de 1933.

## Cyclisme

### Tour de France
Le col fut escaladé pour la première fois à l'occasion de la 9e étape du Tour de France 1973 ; l'Espagnol Pedro Torres fut le premier coureur à le franchir.
Le col Saint-Martin fut de nouveau escaladé sur le Tour de France 1975 lors de la fameuse étape Nice-Pra-Loup, légendaire par la défaillance d'Eddy Merckx et la prise de pouvoir de Bernard Thévenet. Lucien Van Impe avait franchi ce col en tête.
Il est franchi par le Tour de France 2020 lors de la deuxième étape avec un passage en tête par Benoît Cosnefroy. En 2024, Richard Carapaz le franchit en premier au cours de la vingtième étape.

### Paris-Nice
Ce col fut au programme de la 7e étape du Paris-Nice 2017, classé en première catégorie, entre Nice et le col de la Couillole, grimpé par le versant sud-est. L'année suivante, La Colmiane fut à l'arrivée de la 7e étape du Paris-Nice mais sur le versant ouest. Simon Yates attaqua dans les derniers kilomètres, remporta l'étape et s'empara du même coup du maillot jaune, perdu par Luis Léon Sanchez.
En 2020, dans le contexte particulier de la pandémie de coronavirus qui contraignait à annuler la dernière étape traditionnelle finissant à Nice, la 7e étape du Paris-Nice se trouvait être la dernière de la course. Attaquant à 4 km du sommet, Nairo Quintana remportait l'étape. Maximilian Schachmann conservait son maillot jaune malgré une dernière tentative de Tiesj Benoot dans l'ultime kilomètre. Cette arrivée à La Colmiane était de retour lors de la 7e étape du Paris-Nice 2021. Le maillot jaune Primož Roglič la remportait juste devant Gino Mäder.
Le col, par son versant sud-est, est à nouveau au programme lors de la 7e étape en 2024, avant la montée finale vers la station d'Auron. L'ascension est finalement annulée pour des raisons de sécurité, liées aux conditions météorologiques.